# Thysanophora taxi
Thysanophora taxi är en svampart som först beskrevs av R. Schneid., och fick sitt nu gällande namn av Stolk & Hennebert 1968. Thysanophora taxi ingår i släktet Thysanophora och familjen Trichocomaceae.   Inga underarter finns listade i Catalogue of Life.